# مارك إلياهو

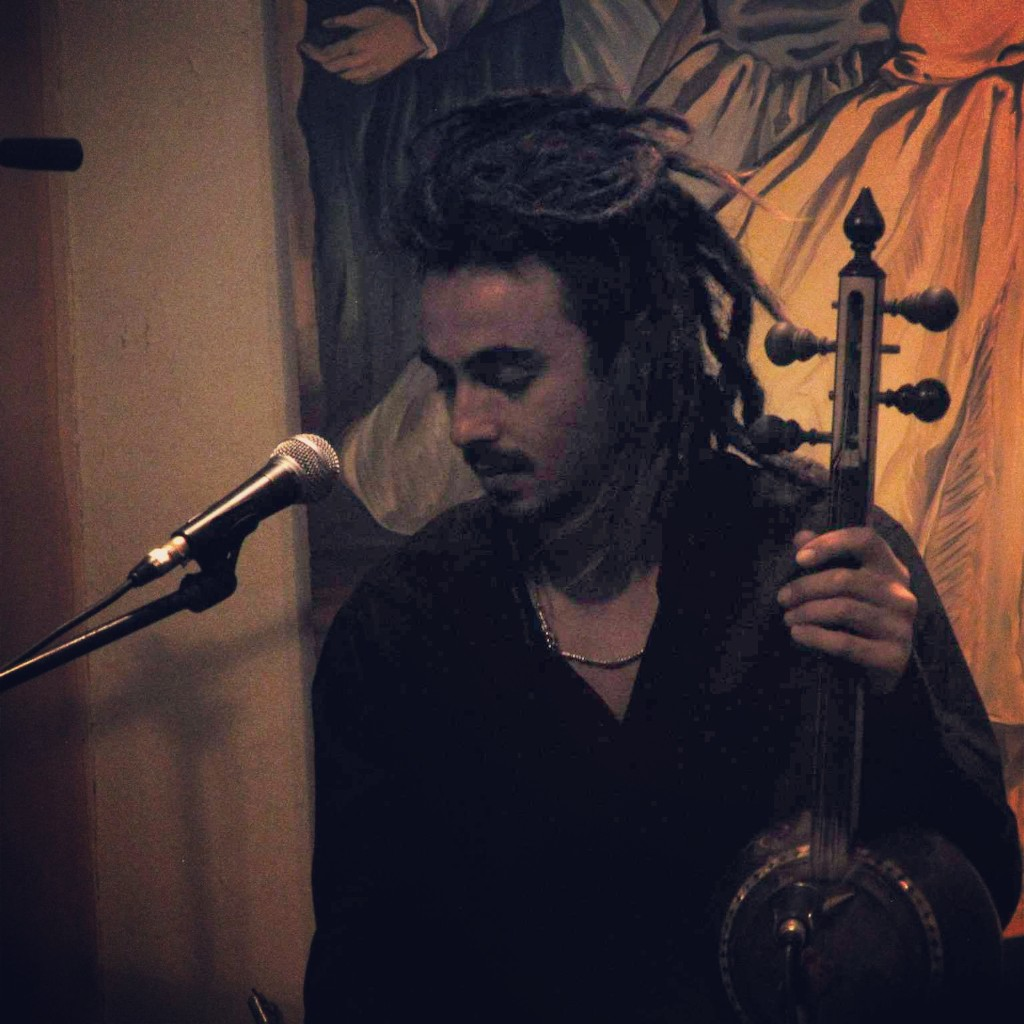

مارك إلياهو(بالعبرية: מארק אליהו، من مواليد 28 أيار 1982) هو موسيقي اسرائيلي وعازف على الكمنجة والساز ولد في عام 1982 في داغستان وهاجر إلى إسرائيل مع والديه في سن السابعة ، بدأ مارك العزف على الكمان في سن الرابعة، ولكن في سن ال 16 قرر ترك المدرسة الثانوية وتكريس وقته لدراسة الموسيقى التركية والعزف على آلة الساز، انتقل مارك إلى كريت، حيث عاش لمدة ستة أشهر ودرس مع الموسيقار روس دالي العزف على الكمنجة وقد تأثر بعازف الكمنجة الأذربيجاني حابيل علييف ومن ثم في عام 1998، انتقل مارك إلى باكو،أذربيجان حيث درس لمدة عامين مع عازف كمنجة أدلات فازيروف (adalat vazirov) 

## روابط خارجية
- مارك إلياهو على موقع IMDb (الإنجليزية)
- مارك إلياهو على موقع ميوزك برينز (الإنجليزية)
- مارك إلياهو على موقع ديسكوغز (الإنجليزية)
- مارك إلياهو على موقع قاعدة بيانات الفيلم (الإنجليزية)